# 둔기

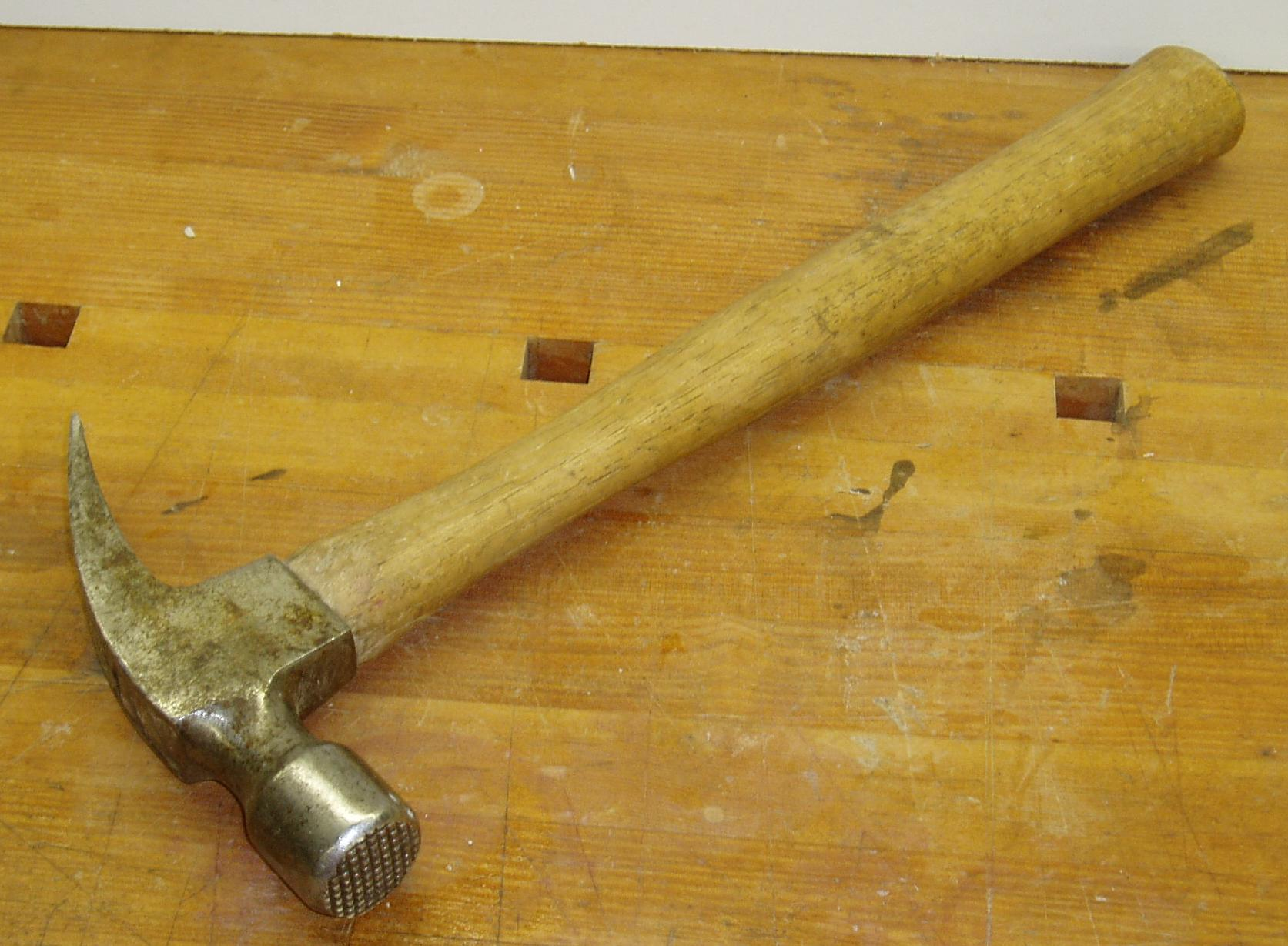
둔기로 사용될 수 있는 망치

둔기(鈍器)는 무기로 사용되는 날이 없는 단단한 물체를 말한다. 둔기는 직접적인 물리적 힘을 가하여 대상을 손상시키고 관통하며  상처를 입히는데에 사용된다. 둔기는, 자르거나 찔러 부상을 입히는 날이 있는 무기나 총알이나 화살과 같은 빠른 속도로 가속되는 발사체 무기와 대조적이다.
둔기는 일반적으로 외상을 일으켜 타박상, 골절 및 내부 출혈을 일으킨다. 공격받은 신체 부위에 따라 장기가 파열되거나 손상되는 등의 치명상을  입힐 수 있다.

## 같이 보기
- 근접 무기